# Ségur-le-Château
Ségur-le-Château ist eine französische Gemeinde mit 202 Einwohnern (Stand 1. Januar 2022) im Département Corrèze in der Region Nouvelle-Aquitaine. Sie ist dem Kanton Uzerche im Arrondissement Brive-la-Gaillarde zugeteilt.
Das Dorf ist als eines der Plus beaux villages de France (Schönste Dörfer Frankreichs) klassifiziert.

## Geografie
Das Dorf liegt in einer nach Norden ausgreifenden Flussschleife der Auvézère im Westen des Départements Corrèze etwa 50 Kilometer südlich von Limoges. Im Nordwesten des Gemeindegebiets mündet der Bach La Penchennerie, welcher die Grenze zur Nachbargemeinde Saint-Éloy-les-Tuileries bildet, in die Auvézère.

## Geschichte

### Mittelalter
Im 6. Jahrhundert gehörte das Gebiet um Ségur dem fränkischen Abt Aredius von Limoges (bekannt als St. Yrieix; † 591), der in Attanum – dem heutigen Saint-Yrieix-la-Perche – residierte.
Die Vizegrafschaft Ségur entstand im 9. Jahrhundert als ein größerer Lehnsverband in der Limousin zerschlagen wurde. Das Kopialbuch von Uzerche erwähnt einen gewissen Vize-Graf Foucher, Spross des Adelsgeschlecht Foucher und jüngerer Bruder von d’Hildegaire († 945), seinerseits Vize-Graf von Limoges. Man vermutet, dass dieser Foucher ein Bruder von Archambaud de Comborn, seinerseits erster Vize-Grafen von Comborn war. Am Ende des 10. Jahrhunderts heiratete seine Enkelin Emma, Tochter von Adémar I. und Alleinerbin der Vizegrafschaft von Ségur, Guy I. von Limoges (988–1025). So kam die Stadt und das Lehen von Ségur für die nächsten 600 Jahre – mit kurzen Unterbrechungen – unter die Herrschaft der Vize-Grafen von Limoges. Das Burganwesen dagegen gehörte den Kanonikern von St. Yrieix und die Vize-Grafen mussten diesen Chorherren huldigen. Zwar war Ségur nie Hauptstadt der Vizegrafschaft Limoges, doch zahlreiche Hinterlassenschaften in der Burg bezeugen, dass sich die Herren dort oft aufhielten. Die Grafen platzierten in Ségur auch einige ihrer Ritter und Vasallen sowie Beamte, welche für die Verwaltung und Rechtsprechung in der Vizegrafschaft zuständig waren. Die Stadt war auch Sitz einer Kastellanei, die sich im Umkreis von fünfzehn Kilometer über etwa ein Dutzend Gemeinden erstreckte, wobei nur Ségur im Jahre 1749 zur eigentlichen Pfarrei wurde.
1275 ging die Vizegrafschaft Limoges durch die Heirat von Arthur II. von der Bretagne mit Marie de Limoges an die Herzöge der Bretagne, die sich aber kaum um ihren weit entfernten Besitz kümmerten. Während des Hundertjährigen Krieges wurde die Festung von Ségur nach der Besetzung durch die Engländer in den Jahren 1361 bis 1374 von der Krone Frankreichs konfisziert und zu einer Basis, die von königlichen Heeresführer geleitet wurde, bestimmt. Die Vize-Grafen waren zu dieser Zeit faktisch entmachtet. Um die Jahre 1422–1424 gewannen sie aber wieder an Autonomie. 1437 gelang es dem Vize-Grafen von Limoges Jean de Blois, der auch L’Aigle („der Adler“) genannt wurde und Heerführer unter der französischen Krone war, die Grafschaft von Périgord seinem Gebiet anzugliedern.

### Neuzeit

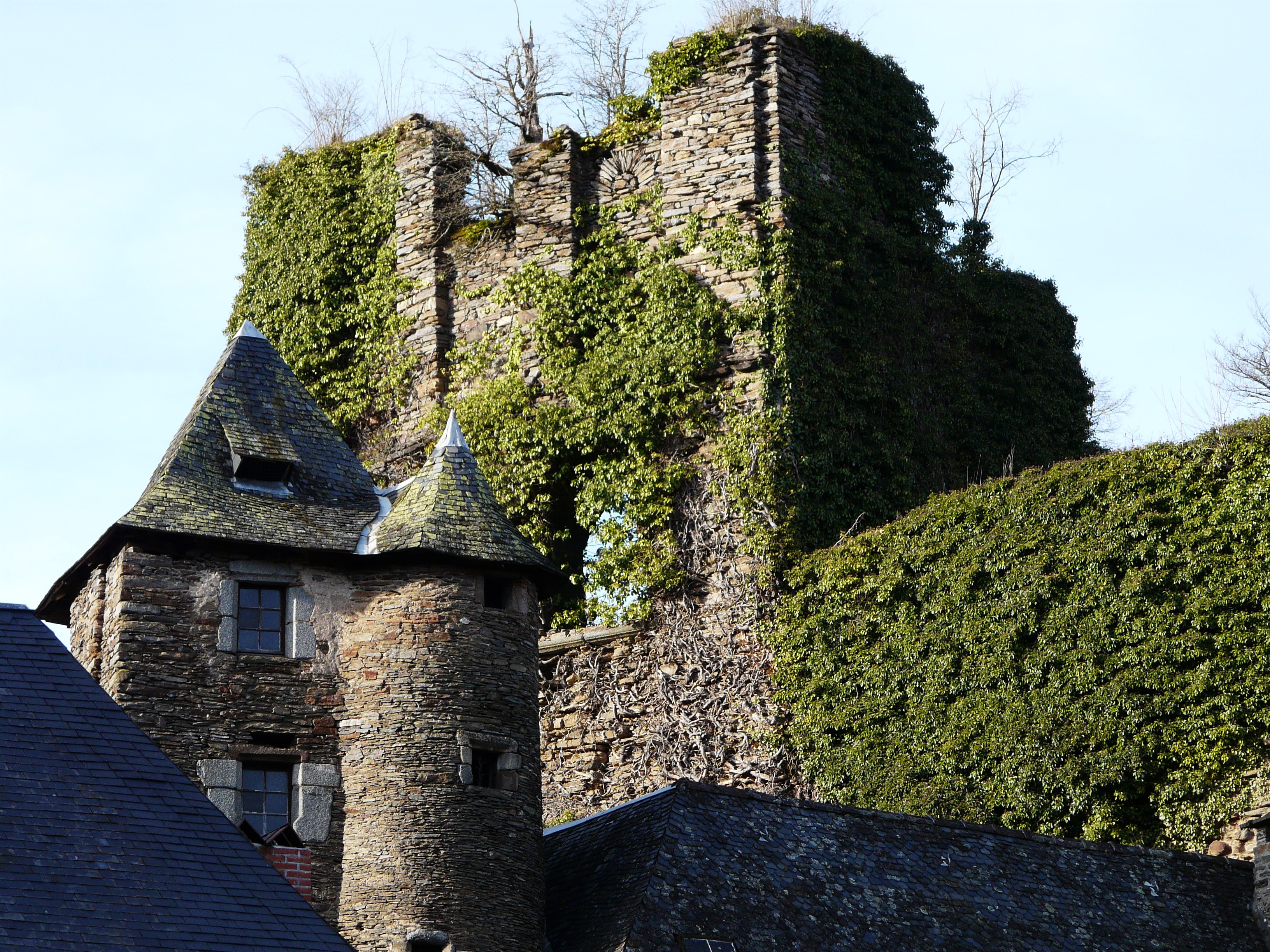
Die Burg von Ségur

Die Grafen von Périgord erhielten 1343 vom französischen König Philipp VI. das Recht zur Errichtung eines Appellationsgerichts, dessen Funktion es war zwischen den ordentlichen Gerichte der Landvögte und dem Parlement de Paris zu vermitteln. Für den Sitz dieses Gerichts wurde Ségur auserwählt, was zu einem wirtschaftlichen Aufschwung der Stadt führte. In der Folge entstanden im 15. und 16. Jahrhundert in Ségur viele herrschaftliche Häuser. Im Jahre 1468 gelangte die Vizegrafschaft Limoges durch Heirat von Alain d’Albret, Urgroßvater des französischen Königs Heinrich IV. an das Haus Albret. Im Jahre 1582 kaufte François de Pérusse, Graf von Les Cars, die Herrschaft Ségur für 34.998 Livres. Bereits seit einem Jahrhundert hatte die Familie Pérusse, die nun bis 1643 über Ségur herrschte, viele Häuser der Stadt aufgekauft, bevor sie schließlich auch in den Besitz der Burg kam. 1607 fiel Ségur unter Heinrich IV. an die französische Krone, was nicht nur die Macht der lokalen Herren, sondern auch die Ausstrahlung der Stadt minderte. 1643 ging das Lehen von Ségur an die Familie Hautefort über.

### Neuere Geschichte
1750 wurde das Appellationsgericht in Ségur durch einen königlichen Erlass aufgelöst. Damit hatte die Stadt ihre überregionale Bedeutung verloren und die meisten bürgerlichen Familien verließen Ségur nach und nach. Während der Französischen Revolution verkaufte die Familie Hautefort das Anwesen 1795 an den alteingesessenen Bauer Gabriel Dumas-Lavareille, der später auch Bürgermeister von Ségur wurde.
Ségur hieß zwischen 1919 und 1924 für kurze Zeit Ségur-les-Goujons; heute nennt sich die Gemeinde Ségur-le-Château.

### Wappen
Blasonierung: Geviert: Im 1. und 4. Feld in Rot ein güldener Löwe; das 2. und 3. Feld ledig in Silber.

### Bevölkerungsentwicklung
| Jahr      | 1962 | 1968 | 1975 | 1982 | 1990 | 1999 | 2009 | 2016 |
| --------- | ---- | ---- | ---- | ---- | ---- | ---- | ---- | ---- |
| Einwohner | 400  | 401  | 323  | 304  | 269  | 247  | 235  | 179  |

## Sehenswürdigkeiten

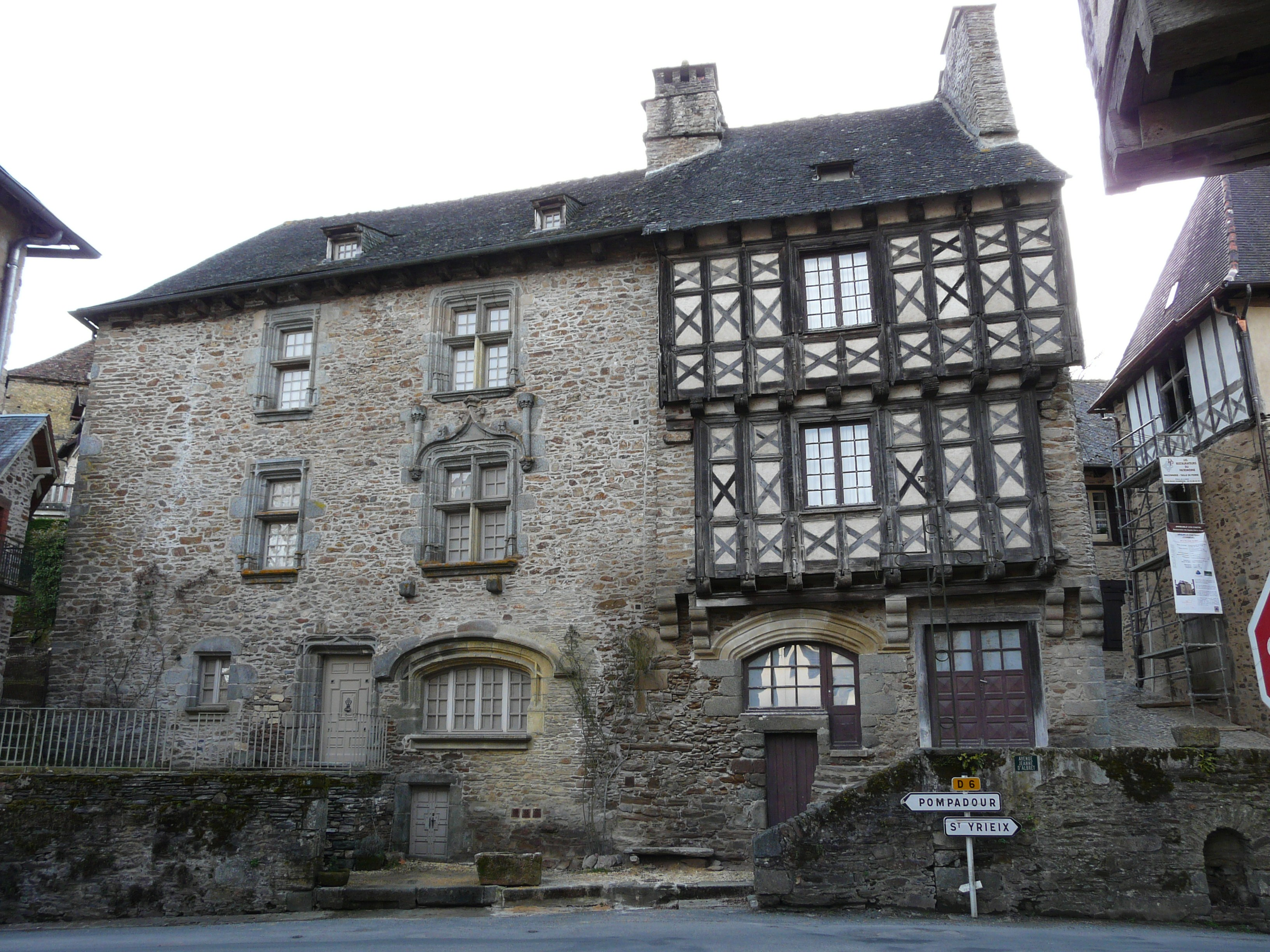
Maison Henri IV (links) und Maison Boyer (rechts)

- Die Überreste des Burg-Ensembles mit dem Schloss des Vize-Grafen (Château vicomtal) und dem Haus des Adels (Enclos aristocratique). Die Burgkapelle ist seit 1840 und die anderen Bauten sind seit 2005 ein französisches Kulturdenkmal.[3]
- Die Kirche  Église Saint-Léger du Baillargeau
- Zahlreiche alte herrschaftliche Häuser darunter:
  - Das Haus Maison Henri IV (König Heinrich IV.) aus dem 15. Jahrhundert ist seit 1934 ein französisches Kulturdenkmal.[4]
  - Das Fachwerkhaus Maison Boyer aus dem 15. Jahrhundert ist seit 1934 ein französisches Kulturdenkmal.[5]
  - Das Haus mit Scharwachtturm aus dem 15. Jahrhundert ist seit 1969 ein französisches Kulturdenkmal.[6]
  - Das Haus Maison des Appeaux mit dem Turm Saint-Laurent im Ortsteil Farges ist seit 1969 ein französisches Kulturdenkmal.[7]
- Die Scheune Grange ovale du Montet aus dem 18. Jahrhundert war früher mit Stroh, heute jedoch mit Blech überdacht. Sie ist seit 1993 ein französisches Kulturdenkmal.[8]

- Als lokale Eigenart ist zu erwähnen, dass manche Häuser mit einem typischen Giebelschmuck verziert sind.
- Das Gemeindegebiet umfasst an der Auvézère ein 179 Hektar großes, geschütztes[9] Habitat, das u. a. von der Wasseramsel (Cinclus cinclus) bewohnt wird.[10]

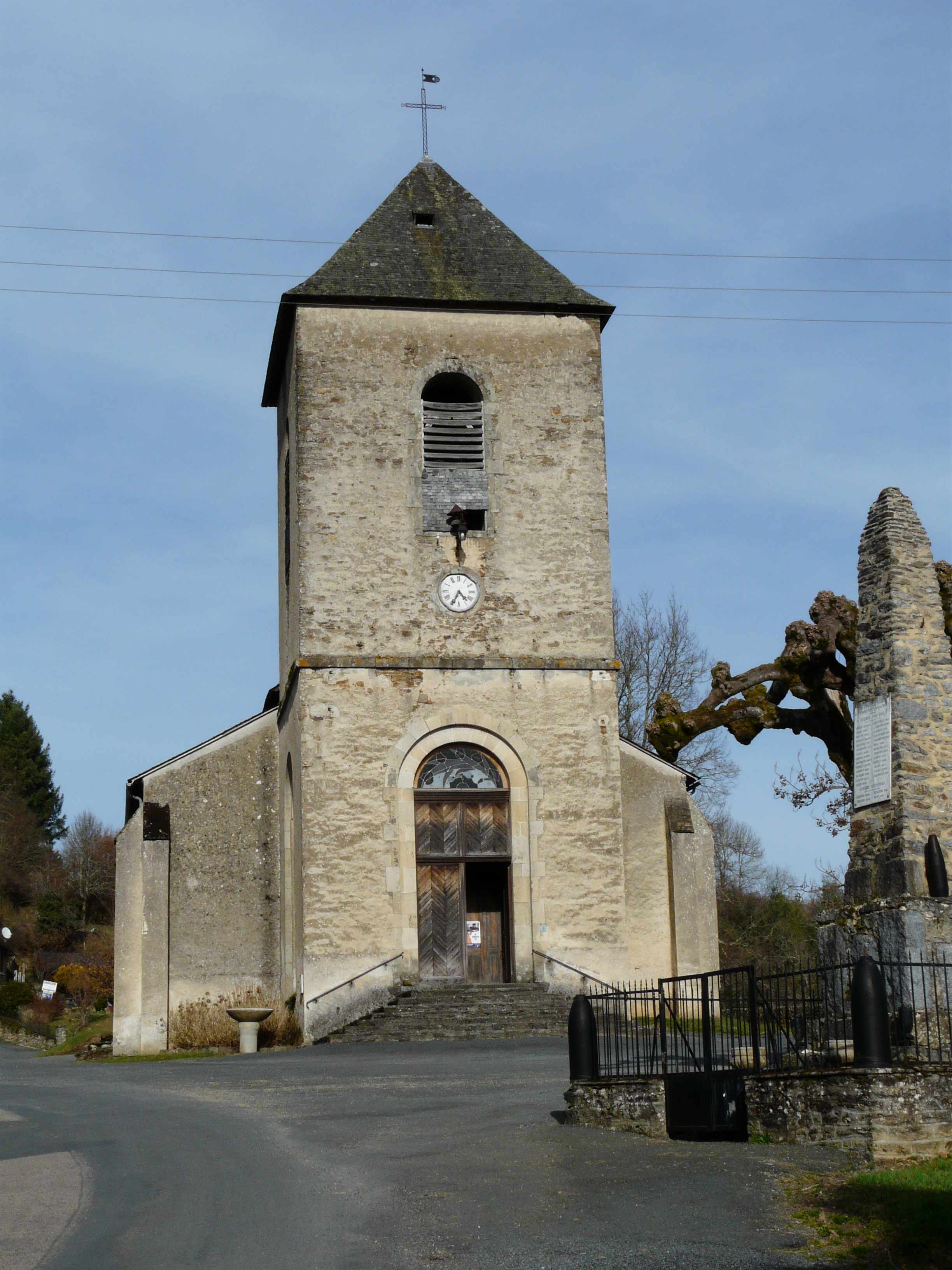
Kirche Saint-Léger
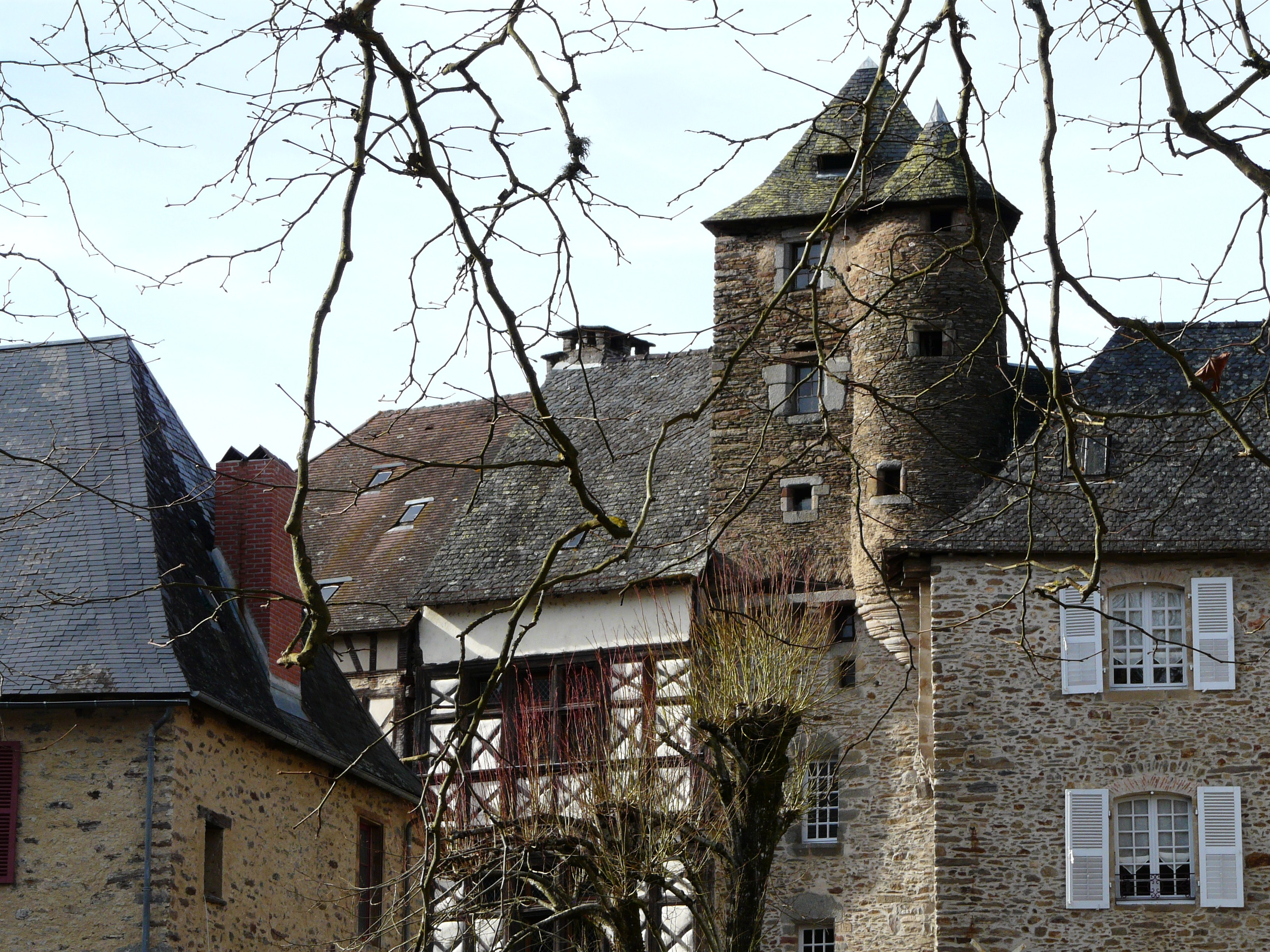
Haus mit Scharwachtturm
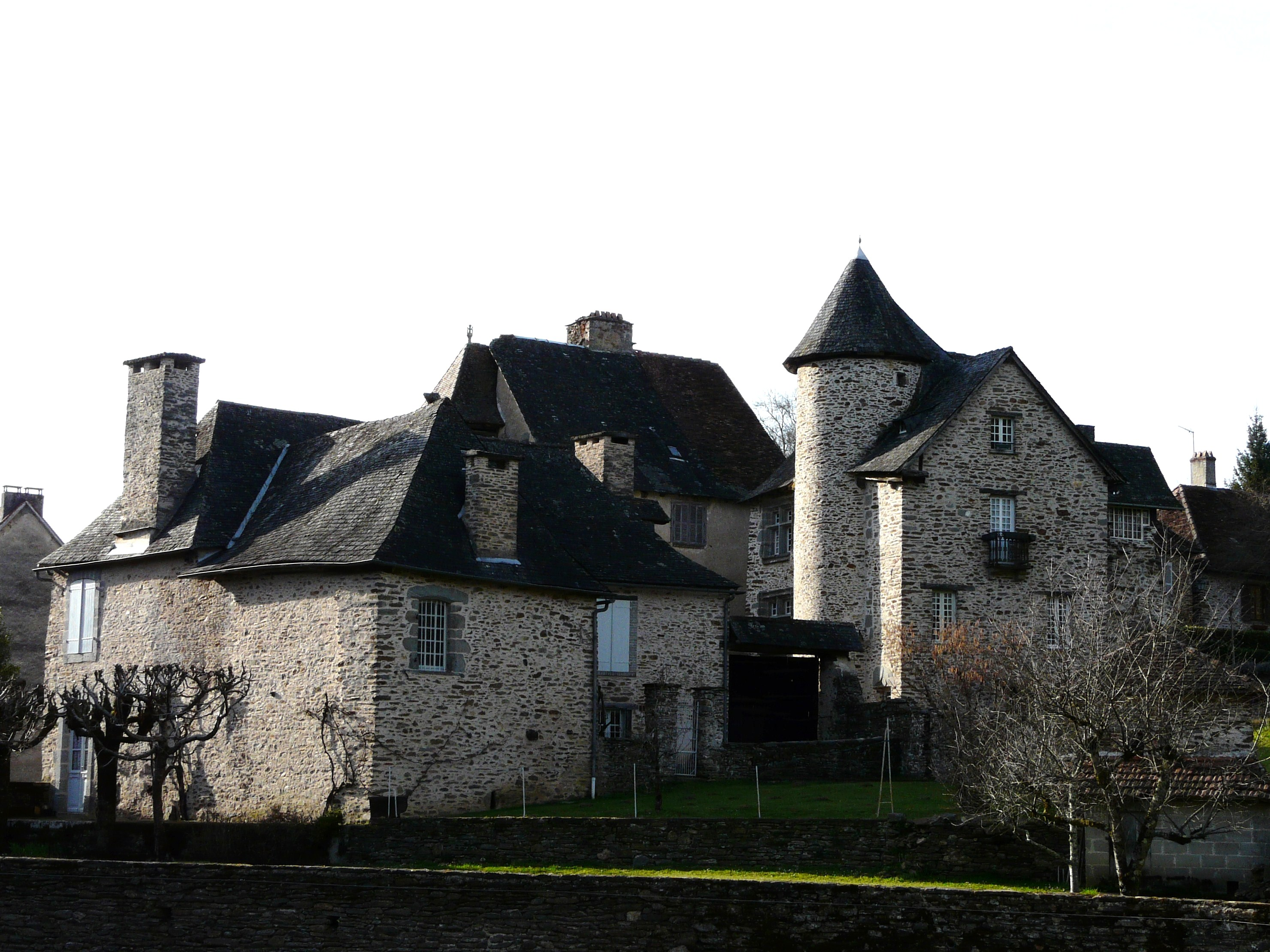
Maison des Appeaux
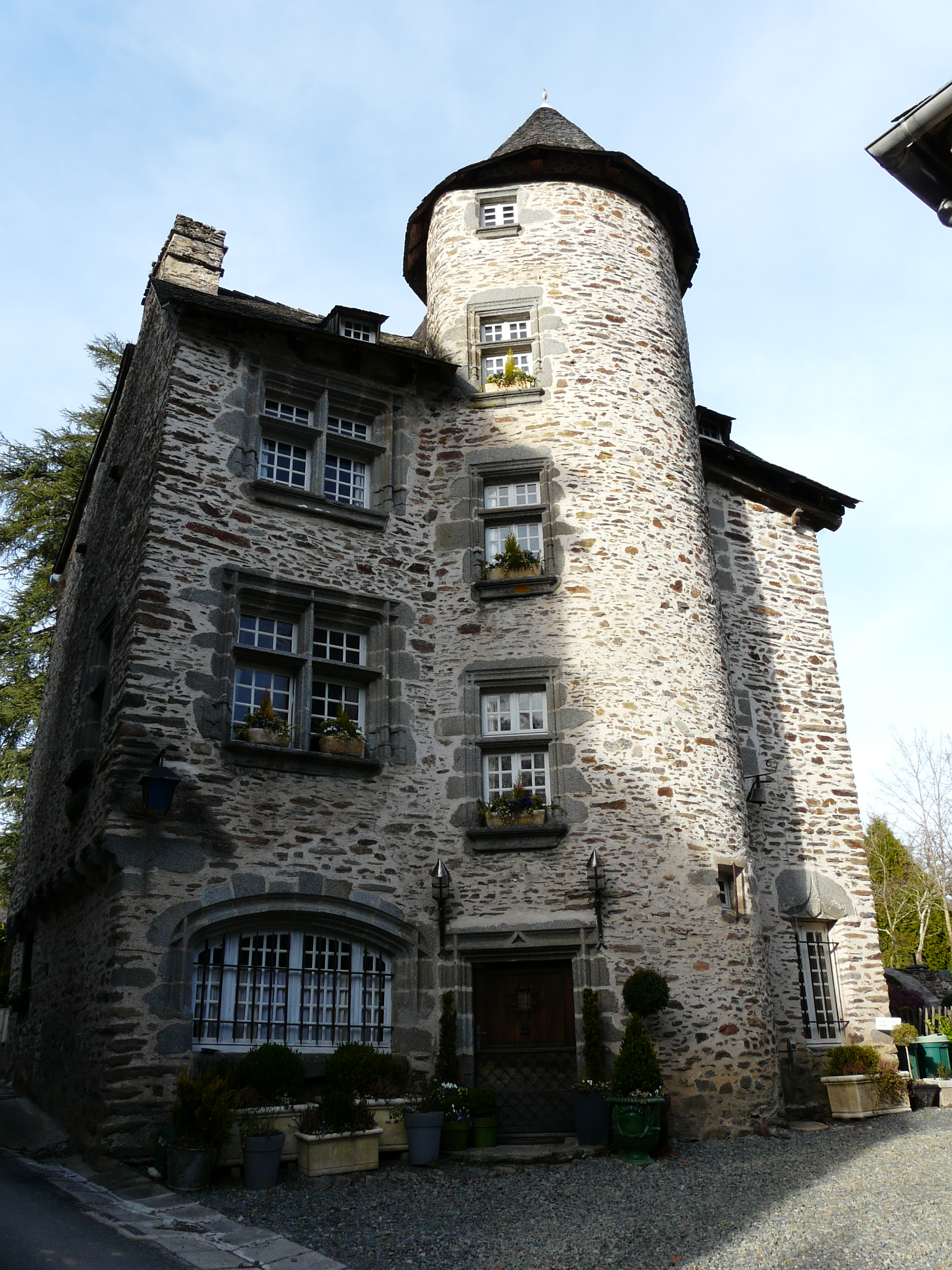
Turm Saint-Laurent